# Tânia Ishii
Tânia Chie Ishii (30 de octubre de 1968) es una deportista brasileña que compitió en judo. Ganó una medalla de bronce en los Juegos Panamericanos de 1983, y una medalla de plata en el Campeonato Panamericano de Judo de 1986.
Participó en los Juegos Olímpicos de Barcelona 1992, donde finalizó vigésima  en la categoría de –61 kg.

## Palmarés internacional
| Juegos Panamericanos    | Juegos Panamericanos  | Juegos Panamericanos | Juegos Panamericanos |
| Año                     | Lugar                 | Medalla              | Categoría            |
| ----------------------- | --------------------- | -------------------- | -------------------- |
| 1983                    | Caracas (Venezuela)   | Medalla de bronce    | –56 kg               |
| Campeonato Panamericano |                       |                      |                      |
| Año                     | Lugar                 | Medalla              | Categoría            |
| 1986                    | Salinas (Puerto Rico) | Medalla de plata     | –61 kg               |